# Derde middenhandsbeen
Het derde middenhandsbeen of os metacarpii III is het middenhandsbeen, het bot dat de handwortelbeentjes met de middelvinger verbindt. Het is iets kleiner dan het tweede middenhandsbeen.